# Pseudobaccharis inamoemoa
Pseudobaccharis inamoemoa là một loài thực vật có hoa trong họ Cúc. Loài này được Teodoro miêu tả khoa học đầu tiên.